# Pierre Lareppe
Pierre Lareppe, né le 10 octobre 1897 à Vireux-Molhain (Ardennes) et mort le 10 décembre 1972 à Nouzonville (Ardennes), est un ouvrier puis homme politique français, député du Front populaire, interné en France puis à Alger, de 1940 à 1943, comme député communiste. Il redevient député des Ardennes après la Libération.

## Biographie
Né en octobre 1897 à Vireux-Molhain, il entre à 13 ans au petit séminaire de Vouziers. Quelques années, peu avant la Première Guerre mondiale, il entre comme apprenti mouleur à Aubrives, à la S.A. métallurgique d'Aubrives et Villerupt. En 1919, il devient  mouleur aux usines Renault à Boulogne-Billancourt. Il y adhère à la CGTU, puis, en 1922, au Parti communiste en 1922. Revenu dans les Ardennes en 1924, il écrit dans un hebdomadaire régional du parti, L'Exploité. 
Aux élections législatives de 1928, il est le candidat du Parti communiste dans la circonscription de Rocroi et n'obtient que 1 746 voix sur 117 771 suffrages exprimés. Il cherche un emploi dans la vallée de la Meuse, mais son engagement syndical et politique lui ferme les portes. Il devient permanent du parti à Reims. Pour autant, en désaccord  avec Henri Barbé et Pierre Celor, qui ont accédé au secrétariat national du parti en 1927, il quitte la formation communiste en 1930, puis il y revient un an et demi plus tard, Maurice Thorez en étant devenu secrétaire général. 
Pierre Lareppe est élu maire de Nouzonville en 1935. Il se présente aux législatives de 1936, pour le Front populaire, et devient député des Ardennes de 1936 à 1940. Il anime dans sa circonscription la lutte contre le fascisme, et est ainsi en octobre 1936 à la tête d'une manifestation, à Mézières, contre la tenue d'une conférence par Jacques Doriot. En 1937, à Nouzonville, il inaugure  en présence de Marcel Cachin, un buste en l'honneur de Jean-Baptiste Clément dans l'avenue baptisée du même nom. Durant la Guerre d'Espagne, il est chargé par le Parti communiste d'assurer la liaison avec l'état-major des Brigades internationales. Dans les débats à la Chambre des députés sur la défense nationale, en 1938, il évoque à plusieurs reprises les risques d'agression allemande qui menacent particulièrement le département dont il est l'un des élus.
Ayant rejoint le groupe ouvrier et paysan français constitué en remplacement du groupe parlementaire communiste dissous, il est arrêté le 8 octobre 1939, déchu de son mandat le 21 janvier 1940 et condamné le 3 avril 1940 par le 3e tribunal militaire de Paris à cinq ans de prison, 4 000 francs d'amende et cinq ans de privation de ses droits civiques et politiques pour appartenance à une organisation dissoute par le décret du 26 septembre 1939,. Des prisons françaises (Angers, Tours, Tarbes, Le Puy-en-Velay), il est transféré et interné dans les camps en Algérie dans des conditions pénibles. Il est libéré le 5 février 1943.
Il redevient maire de Nouzonville de 1945 à 1953. Aux élections législatives du 21 octobre 1945 pour constituer la première Assemblée constituante, le parti communiste remporte 2 des 4 sièges à pourvoir dans les Ardennes, avec 37 863 voix sur 119 205 suffrages exprimés. Il redevient ainsi député des Ardennes, ainsi que Jules Mouron.
Comme l'ensemble du groupe communiste, Pierre Lareppe vote pour les nationalisations et approuve,  en avril 1946, le premier projet de Constitution de la IVe République. Mais ce texte est rejeté par le référendum du 5 mai 1946, ce qui rend nécessaire la convocation d'une deuxième Assemblée nationale Constituante. Il conduit à nouveau la liste communiste dans son département, et est réélu lors des élections législatives françaises de juin 1946 (le parti communiste conserve ses 2 élus dans les Ardennes, Jules Mouron et lui, malgré un score légèrement en baisse, 37 500 voix sur 123 255 suffrages exprimés). Pierre Lareppe s'oppose au nouveau projet de Constitution. Mais celui-ci est voté par l'Assemblée Nationale le 28 septembre 1946, et ratifié par référendum le 13 octobre.
Il se représente à nouveau aux élections législatives de novembre 1946. La liste communiste comptabilise 39 441 voix sur 118 841 suffrages exprimés, mais, bien qu'elle soit en progression, elle n'obtient qu'un des quatre sièges à pourvoir en raison du poids relatif du MRP. Tête de liste, il est le seul élu communiste du département.
Il reste député des Ardennes jusqu'en 1951. Aux élections législatives de 1951, le système d'apparentement mis en place est fatal à la liste communiste. Les listes ayant contracté l'apparentement remportent les quatre sièges à pourvoir. Pierre Lareppe abandonne aussi, en 1953, la mairie de Nouzonville au candidat de la SFIO.
Aux élections législatives de 1956, la liste communiste bénéficie de 38 252 voix sur 135 442 suffrages exprimés, permettant à Pierre Lareppe de retrouver son siège. Il est nommé à la Commission de la reconstruction, des dommages de guerre et du logement. Il vote la confiance à Guy Mollet, et, malgré des réserves exprimées au sein du bureau politique de sa formation, il suit les consignes de vote du groupe communiste en mars 1956 et vote les pouvoirs spéciaux pour rétablir l'ordre en Algérie. 
Candidat aux élections législatives de novembre 1958, il est battu. En 1961, il est exclu du Parti communiste, après s'en être éloigné pour désaccords. En janvier 1962, il crée avec Marcel Prenant, et le groupe « Unir pour le socialisme », qui revendique un débat réellement « démocratique » au sein du Parti, une Amicale des anciens membres du P.C.F., avec un bulletin, Le débat communiste. En 1964, il  participe au « Comité pour la réhabilitation d'André Marty et des victimes de la calomnie », soutenu par sa compagne, Georgette Lafagne, ancienne membre du bureau fédéral communiste des Ardennes, et secrétaire départementale de l'Union des femmes françaises.
Il décède à Nouzonville en 1972. En 1987, un ouvrage de Thierry Wolton le cite comme ayant procédé à un recrutement, au début des années 1950, pour le KGB.